# Ophioglossum nudicaule
Ophioglossum nudicaule är en låsbräkenväxtart som beskrevs av Carl von Linné d.y.. Ophioglossum nudicaule ingår i släktet ormtungor, och familjen låsbräkenväxter.

## Underarter
Arten delas in i följande underarter:
- O. n. laxum
- O. n. robustum
- O. n. tenerum